# Jacques Curie
Paul-Jacques Curie (ur. 29 października 1855 w Paryżu, zm. 19 lutego 1941 w Montpellier) – francuski fizyk, profesor mineralogii na Uniwersytecie w Montpellier.

## Życiorys
Był starszym bratem Pierre'a, szwagrem Marii Skłodowskiej oraz stryjem ich córek Irène Joliot-Curie i Ève Curie. Karierę naukową zaczynał jako preparator w pracowni Charles'a Friedela (odkrywca reakcji Friedela-Craftsa) w Laboratorium Mineralogii na Sorbonie. Wspólną pracę obu braci umożliwił Paul Desains z Laboratorium Fizyki na Sorbonie. W 1880 roku Jacques i Pierre odkryli podczas badań wpływu naprężeń mechanicznych na własności piroelektryków zjawisko piezoelektryczne.